# Medicago carstiensis
Medicago carstiensis är en ärtväxtart som beskrevs av Franz Xaver von Wulfen. Medicago carstiensis ingår i släktet luserner, och familjen ärtväxter. IUCN kategoriserar arten globalt som livskraftig. Inga underarter finns listade i Catalogue of Life.

## Bildgalleri

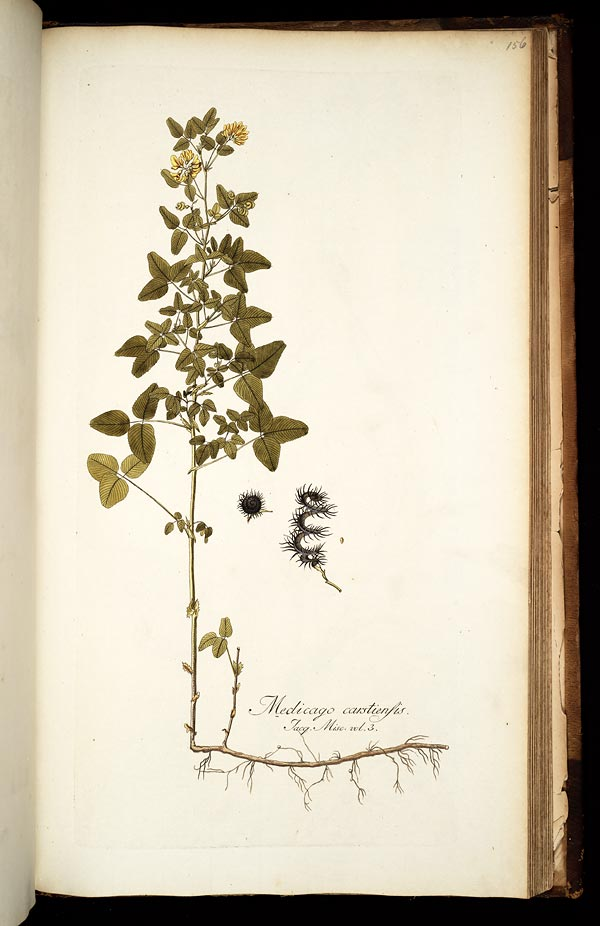
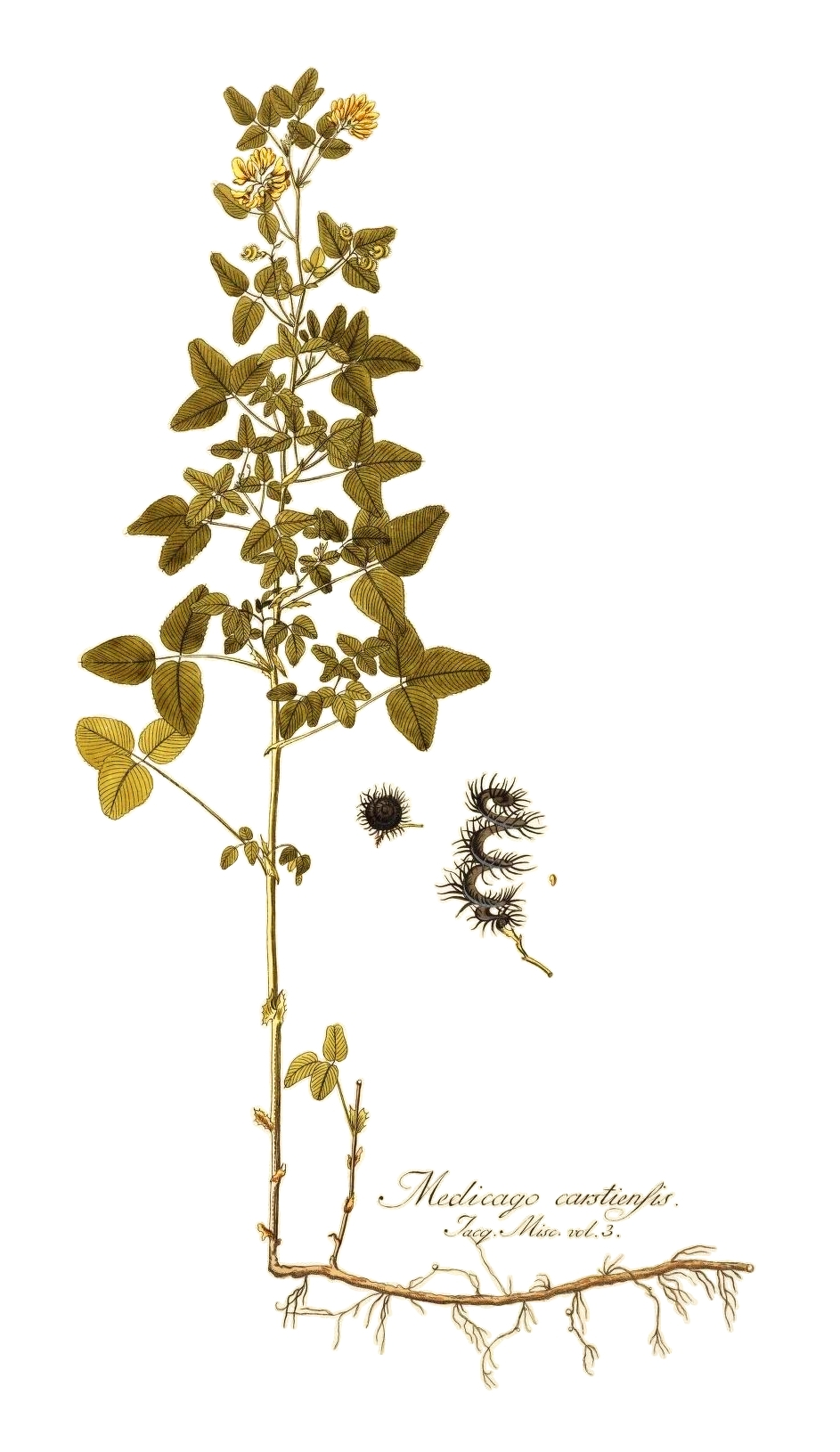